# Сан Ђузепе (Асти)
Сан Ђузепе је насеље у Италији у округу Асти, региону Пијемонт.
Према процени из 2011. у насељу је живело 90 становника. Насеље се налази на надморској висини од 145 м.